# Ewelina Grywalska
Ewelina Pia Grywalska – polska immunolog, profesor nauk medycznych i nauk o zdrowiu, kierownik Zakładu Immunologii Doświadczalnej Wydziału Biomedycznego (w latach 2021-2024), obecnie Wydziału Nauk Medycznych (od roku 2024), prodziekan Wydziału Biomedycznego (w latach 2021-2024), obecnie Wydziału Nauk Medycznych (od roku 2024)Uniwersytetu Medycznego w Lublinie.

## Życiorys
Studiowała na Uniwersytecie Medycznym w Lublinie. Jest lekarzem, specjalistą immunologii klinicznej. W dniu 31 stycznia 2013 roku obroniła pracę doktorską Ocena znaczenia latentnych zakażeń wybranymi wirusami DNA w procesach aktywacji limfocytów krwi i szpiku chorych na przewlekłą białaczkę limfocytową B-komórkową w korelacji z czynnikami prognostycznymi i przebiegiem klinicznym choroby. W dniu 26 lutego 2015 roku habilitowała się na podstawie pracy zatytułowanej Obecność wirusa Epsteina-Barr w limfocytach krwi obwodowej a wybrane parametry immunologiczne i przebieg kliniczny przewlekłej białaczki limfocytowej - nowe aspekty etiopatogenezy choroby. W dniu 10 marca 2020 roku otrzymała tytuł profesora nauk medycznych i nauk o zdrowiu w dyscyplinie nauki medyczne. Ukończyła studia podyplomowe Executive Master of Business Administration w ochronie zdrowia. 
Pracowała jako adiunkt, a następnie profesor Katedry i Zakładu Immunologii Klinicznej Wydziału Lekarskiego Uniwersytetu Medycznego w Lublinie. Od 1 października 2021 roku jest kierownikiem Zakładu Immunologii Doświadczalnej Wydziału Nauk Medycznych Uniwersytetu Medycznego w Lublinie.
Pełni następujące funkcje w macierzystej uczelni:
1. Prodziekan Wydziału Nauk Medycznych Uniwersytetu Medycznego w Lublinie[14]
2. Zastępca Przewodniczącego Rady Naukowej Dyscypliny Nauki Medyczne Uniwersytetu Medycznego w Lublinie[15].
3. Zastępca Przewodniczącego Komisji Bioetycznej przy Uniwersytecie Medycznym w Lublinie[16].
4. Członek Senatu Uniwersytetu Medycznego w Lublinie[17].

Jest autorką i współautorką ponad 200 pełnotekstowych publikacji naukowych. 
Kierowała lub kieruje następującymi projektami badawczymi, finansowanymi ze źródeł zewnętrznych:
1. "Molekularne implikacje zaburzeń mikrobioty jelitowej w kontekście funkcjonowania układu odpornościowego u chorych na pierwotne kłębuszkowe zapalenia nerek - kto aktorem pierwszoplanowym, a kto drugoplanowym?" Kierownik projektu w UML: Ewelina Grywalska, data rozpoczęcia 01-03-2023, data zakończenia 28-02-2027, w trakcie realizacji
2. "Ocena przebiegu zakażenia SARS-CoV-2 u chorych na przewlekłą białaczkę limfocytową w zależności od wykładników zaburzeń odporności ze szczególnym uwzględnieniem roli interferonów jako naturalnych związków o potencjale terapeutycznym" [2021/41/B/NZ6/01765] Kierownik projektu w UML: Ewelina Grywalska, data rozpoczęcia 01-02-2022, data zakończenia 31-01-2026, w trakcie realizacji
3. "Wirus Epsteina-Barr – „winny” czy „przypadkowy świadek” immunosupresji w przebiegu przewlekłej białaczki limfocytowej?" Kierownik projektu w UML: Ewelina Grywalska, data rozpoczęcia 20-09-2019, data zakończenia 30-09-2021, zakończony zrealizowany
4. "Ocena odpowiedzi na szczepienia profilaktyczne przeciwko wybranym patogenom u chorych na przewlekłą białaczkę limfocytową w zależności od istotnych parametrów immunologicznych i klinicznych - implikacje dla ustalenia standardów prewencji zakażeń" [2011/01/N/NZ6/01762] Kierownik projektu w UML: Ewelina Grywalska, data rozpoczęcia 01-12-2011, data zakończenia 31-05-2013, zakończony zrealizowany

W roku 2019 otrzymała Stypendium dla wybitnych młodych naukowców, przyznawane przez Ministerstwo Nauki i Szkolnictwa Wyższego (MNiSW). 
W latach 2020–2023 pełniła funkcję Prezesa-Elekta Polskiego Towarzystwa Immunologii Doświadczalnej i Klinicznej. Obecnie pełni funkcję Prezesa Polskiego Towarzystwa Immunologii Doświadczalnej i Klinicznej (kadencja 2024-2027). 

## Życie prywatne
Ma syna Jana.